# Eleição municipal de Vespasiano (Minas Gerais) em 2016
A eleição municipal de Vespasiano em 2016 foi realizada para eleger um prefeito, um vice-prefeito e 17 vereadores no município de Vespasiano, no estado brasileiro de Minas Gerais. Foram eleitos Ilce Alves Rocha Perdigáo (Partido da Social Democracia Brasileira) e Elizabete Conceição Viana para os cargos de prefeito(a) e vice-prefeito(a), respectivamente. Seguindo a Constituição, os candidatos são eleitos para um mandato de quatro anos a se iniciar em 1º de janeiro de 2017. A decisão para os cargos da administração municipal, segundo o Tribunal Superior Eleitoral, contou com 78 443 eleitores aptos e 13 412 abstenções, de forma que 17.1% do eleitorado não compareceu às urnas naquele turno. 

## Resultados

### Eleição municipal de Vespasiano em 2016 para Prefeito
A eleição para prefeito contou com 5 candidatos em 2016: Ilce Alves Rocha Perdigáo do Partido da Social Democracia Brasileira, Andre Luciano Vieira Costa do Partido Republicano Brasileiro, William Soares Santos do Partido Socialismo e Liberdade, Maurílio Leme Santana do Rede Sustentabilidade, Adriana Alves Lara do Partido dos Trabalhadores que obtiveram, respectivamente, 29 333, 22 012, 0, 699, 3 800 votos. O Tribunal Superior Eleitoral também contabilizou 17.1% de abstenções nesse turno.
| Candidato(a)                     | Vice                          | Coligação                                      | Votos recebidos | Percentual |
| -------------------------------- | ----------------------------- | ---------------------------------------------- | --------------- | ---------- |
| Ilce Alves Rocha Perdigáo (PSDB) | Elizabete Conceição Viana     | Todos Juntos pelo Bem de Vespasiano            | 29333           | 52.53%     |
| Andre Luciano Vieira Costa (PRB) | Jose Geraldo de Oliveira      | Uma Nova Vespasiano                            | 22012           | 39.42%     |
| Adriana Alves Lara (PT)          | Santuza Fonseca               | Partido dos Trabalhadores (sem coligação)      | 3800            | 6.8%       |
| Maurílio Leme Santana (REDE)     | Luiz Aldo da Silva Santos     | Rede Sustentabilidade (sem coligação)          | 699             | 1.25%      |
| William Soares Santos (PSOL)     | Renata Marani Dourado Marques | Partido Socialismo e Liberdade (sem coligação) | 0               | 0%         |

### Eleição municipal de Vespasiano em 2016 para Vereador
Na decisão para o cargo de vereador na eleição municipal de 2016, foram eleitos 17 vereadores com um total de 58 265 votos válidos. O Tribunal Superior Eleitoral contabilizou 2 944 votos em branco e 3 822 votos nulos. De um total de 78 443 eleitores aptos, 13 412 (17.1%) não compareceram às urnas.
| Nome                             | Partido político                               | Coligação              | Votos recebidos | Percentual |
| -------------------------------- | ---------------------------------------------- | ---------------------- | --------------- | ---------- |
| Ederaldo Boffo                   | Partido da Social Democracia Brasileira (PSDB) | Mudar com Equilibrio   | 1893            | 3.25%      |
| Geraldo Magela Chaves            | Movimento Democrático Brasileiro (MDB)         | Unidos por Vespasiano  | 1318            | 2.26%      |
| Marta de Lourdes Mansur Pimentel | Partido Social Cristão (PSC)                   | Unidos pelo Povo       | 1286            | 2.21%      |
| Dorivaldo Oliveira Teixeira      | Partido da Social Democracia Brasileira (PSDB) | Mudar com Equilibrio   | 1121            | 1.92%      |
| Antônio Carlos Amaral dos Reis   | Movimento Democrático Brasileiro (MDB)         | Unidos por Vespasiano  | 1108            | 1.9%       |
| Edir do Nascimento               | Partido da Social Democracia Brasileira (PSDB) | Mudar com Equilibrio   | 1070            | 1.84%      |
| Vinicius Pessanha Sipaúba        | Partido da República (PR)                      | Unidos por Vespasiano  | 1057            | 1.81%      |
| Reinaldo Alves de Souza          | Movimento Democrático Brasileiro (MDB)         | Unidos por Vespasiano  | 1030            | 1.77%      |
| Josuele Pereira Aragão           | Partido da República (PR)                      | Unidos por Vespasiano  | 990             | 1.7%       |
| Jose Winston da Silva            | Partido Social Cristão (PSC)                   | Unidos pelo Povo       | 944             | 1.62%      |
| Philippe Fonseca Prado           | Movimento Democrático Brasileiro (MDB)         | Unidos por Vespasiano  | 933             | 1.6%       |
| Luciene Maria Fonseca            | Partido Popular Socialista (PPS)               | Transparência Que Muda | 903             | 1.55%      |
| Edimar Antonio da Silva          | Partido da Social Democracia Brasileira (PSDB) | Mudar com Equilibrio   | 874             | 1.5%       |
| Thiago Bastos Teodoro            | Partido da Social Democracia Brasileira (PSDB) | Mudar com Equilibrio   | 859             | 1.47%      |
| Luiz Filipe Pinto Caldeira       | Partido Trabalhista Cristão (PTC)              | Vespasiano Somos Nós   | 792             | 1.36%      |
| Eliene Alves Coimbra             | Partido Republicano Brasileiro (PRB)           | Mudança de Verdade     | 730             | 1.25%      |
| Hebert Rodrigues da Silva        | Partido Republicano Brasileiro (PRB)           | Mudança de Verdade     | 373             | 0.64%      |